# 1,2,4-Trihydroxybenzol
1,2,4-Trihydroxybenzol (Trivialname Hydroxyhydrochinon) ist ein Derivat des Benzols, ein Phenol mit drei Hydroxygruppen. Die beiden anderen Isomere sind 1,2,3-Trihydroxybenzol (Pyrogallol) und 1,3,5-Trihydroxybenzol (Phloroglucin).

## Vorkommen

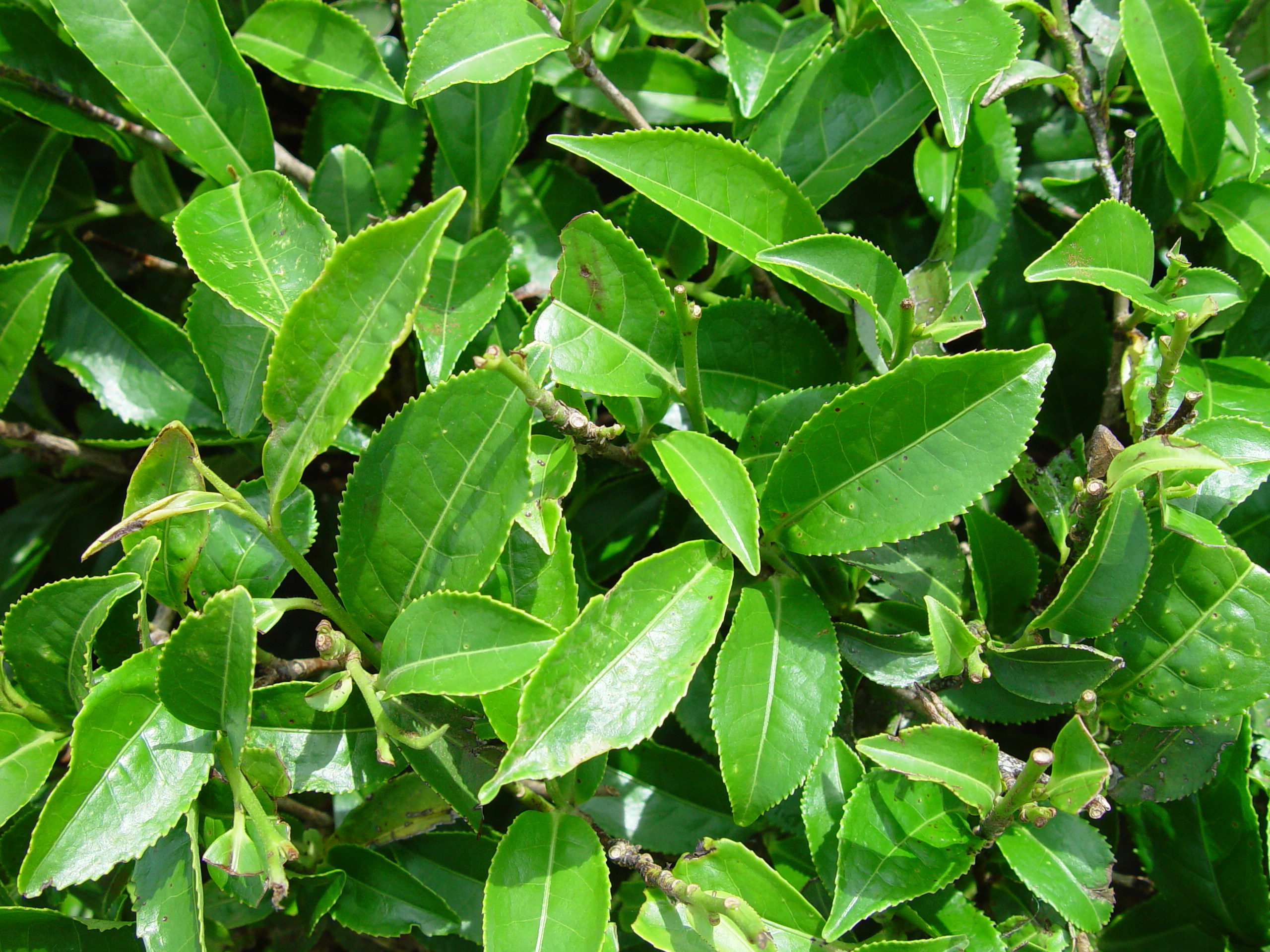
Teeblätter

Natürlich kommt 1,2,4-Trihydroxybenzol in Teeblättern vor.

## Gewinnung/Darstellung
1,2,4-Trihydroxybenzol ist durch Erhitzen von p-Benzochinon mit Acetanhydrid zugänglich. Es erfolgt eine 1,4-Addition, danach reagiert die verbliebene OH-Gruppe mit weiterem Acetanhydrid zur Triacetylverbindung. Das gewünschte Endprodukt entsteht durch Hydrolyse.

## Eigenschaften
Der Schmelzpunkt des 1,2,4-Trihydroxybenzol liegt bei 140 °C. Die Verbindung ist ein starkes Reduktionsmittel, findet jedoch keine praktische Verwendung.